# Necyla formosana
Necyla formosana är en insektsart som först beskrevs av Hanjiro Okamoto 1910.
Necyla formosana ingår i släktet Necyla och familjen fångsländor. Utöver nominatformen finns också underarten N. f. chiaiensis.